# Bucculatrix eucalypti
Bucculatrix eucalypti là một loài bướm đêm thuộc họ Bucculatricidae. Nó được tìm thấy ở Úc.
Ấu trùng ăn các loài Eucalyptus. They feed on the underside of the leaves, eroding the surface of the leaf. They pupate in a longitudinally ribbed cocoon.